# Bartsia pyricarpa
Bartsia pyricarpa är en snyltrotsväxtart som beskrevs av U. Molau. Bartsia pyricarpa ingår i släktet svarthösläktet, och familjen snyltrotsväxter. Inga underarter finns listade i Catalogue of Life.